# Bruno Hönel

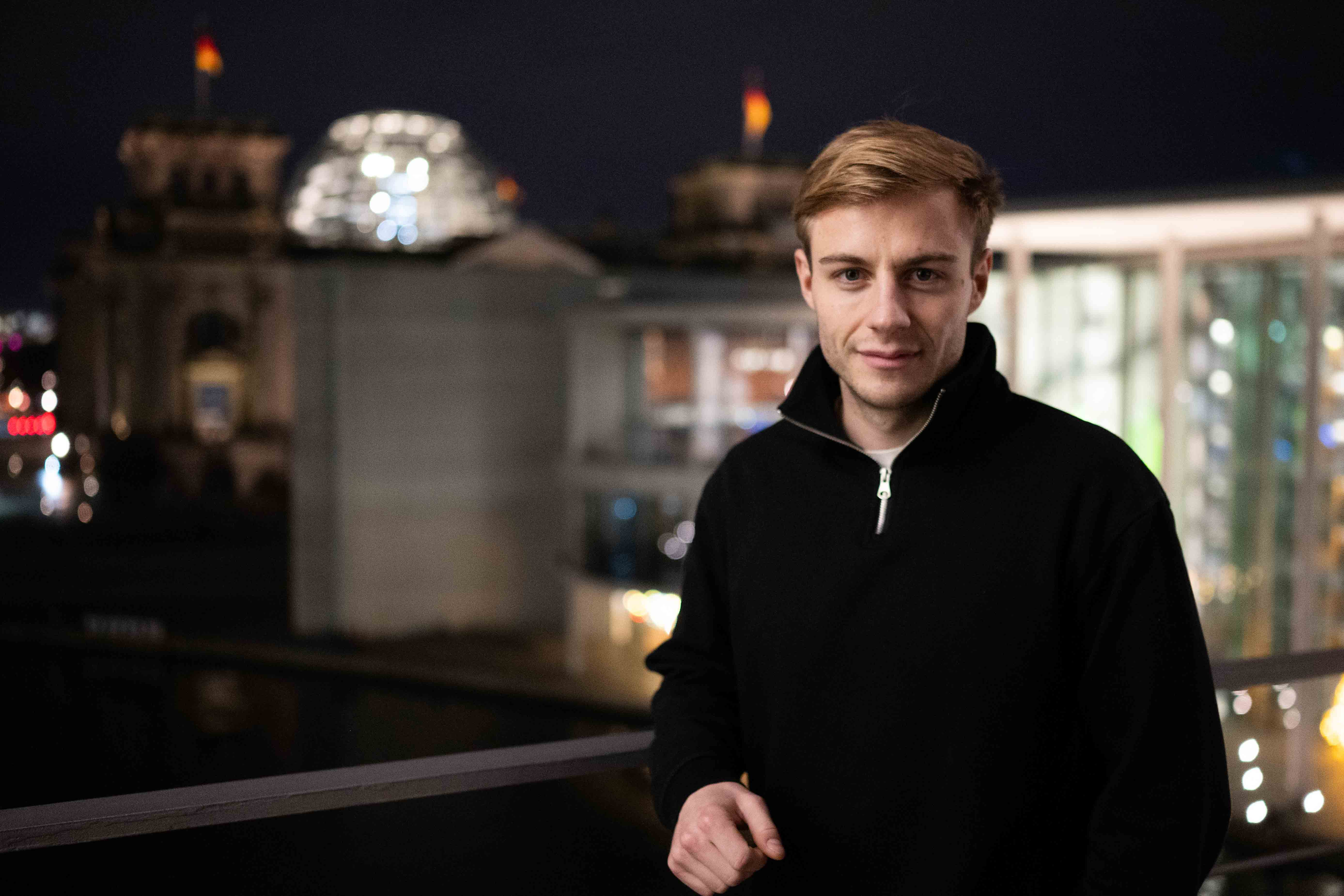
Bruno Hönel vor dem Deutschen Bundestag (2024)

Bruno Hönel (* 1. April 1996 in Dresden) ist ein deutscher Politiker (Bündnis 90/Die Grünen). Er war von 2021 bis 2025 Mitglied des Deutschen Bundestages.

## Leben
Hönel wuchs in Trachau (Dresden) auf. Nach seinem Abitur auf dem Pestalozzi-Gymnasium Dresden 2015 und einem Jahr Work & Travel in Australien und Südostasien studierte er ab 2016 an der Universität Lübeck Psychologie. Dort war er von 2017 bis 2018 gewähltes Mitglied des Studierendenparlaments der Universität. 2019 schloss er mit dem Bachelor of Science ab und wechselte an die Universität Hamburg für das Masterstudium, das er 2022 abschloss. Er war als Student Stipendiat der Heinrich-Böll-Stiftung. Neben dem Studium absolvierte Hönel mehrere Forschungs- und Berufspraktika. Er arbeitete als wissenschaftliche Hilfskraft am Zentrum für Integrative Psychiatrie des Universitätsklinikums Schleswig-Holstein in der Arbeitsgruppe Soziale Neurowissenschaft sowie an der Professur Ingenieurpsychologie & Kognitive Ergonomie des Instituts für Multimediale und Interaktive Systeme an der Universität zu Lübeck.

## Politische Laufbahn
Bei den Kommunalwahlen 2018 in Schleswig-Holstein war Hönel Kandidat in Wahlkreis 3 – Innenstadt III und erhielt mit 24,2 % der Stimmen das Direktmandat, über das er für Bündnis 90/Die Grünen in die Lübecker Bürgerschaft einzog. Er war dort Fraktionsvorsitzender, Sprecher für Soziales, Gesundheit, Hochschule und die Metropolregion Hamburg sowie Mitglied im Ausschuss für Soziales, im Ältestenrat und im Ausschuss für Umwelt, Sicherheit und Ordnung. Bei der Bundestagswahl 2021 war er der Direktkandidat seiner Partei im Bundestagswahlkreis Lübeck. Er erzielte mit 21,4 % der Erststimmen das bisher beste Ergebnis für die Grünen in dem Wahlkreis, verfehlte aber das Direktmandat und erlangte sein Bundestagsmandat über Platz 6 der Landesliste von Bündnis 90/Die Grünen Schleswig-Holstein.
Über die Landesliste der Grünen in Schleswig-Holstein wurde er in den 20. Deutschen Bundestag gewählt; hier war er ordentliches Mitglied im Finanzausschuss sowie im Haushaltsausschuss und dort Obmann für die Bündnis 90/Die Grünen-Bundestagsfraktion im Unterausschuss zu Fragen der Europäischen Union, sowie stellvertretendes Mitglied im Ausschuss für Wahlprüfung, Immunität und Geschäftsordnung.
Bei der Aufstellung der Grünen-Kandidatenliste in Schleswig-Holstein zur Bundestagswahl 2025 unterlag er in einer Kampfabstimmung um Listenplatz 4 dem Abgeordneten Konstantin von Notz. Er trat für Listenplatz 6 erneut an und wurde gewählt. Bei der vorgezogenen Bundestagswahl im Februar 2025 kam er im Wahlkreis Lübeck mit 19,5 Prozent der abgegebenen Stimmen auf Platz 3 nach den Kandidaten von SPD und CDU. Das bedeutet sein Ausscheiden aus dem Bundestag, weil  von den Kandierenden der Partei aus Schleswig-Holstein nur vier der Liste gewählt wurden.

## Mitgliedschaften
Hönel ist Mitglied in der Gewerkschaft ver.di und war Sprecher der Landesarbeitsgemeinschaft Gewerkschaftsgrün der Grünen in Schleswig-Holstein. Er ist Fördermitglied im WWF Deutschland sowie im BUND.
In Lübeck ist er Mitglied im DRK, im Nautischen Verein sowie im Förderverein Naturbad Falkenwiese e.V. In der Mannschaft des FC Bundestag spielt er in der Abwehr.

## Positionen
Hönel setzt sich für eine generationengerechte Finanz- und Fiskalpolitik ein.
Er möchte unter anderem eine Investitionsklausel in der Schuldenbremse für Klimaschutz, Digitalisierung, Bildung und Forschung einführen. Im Finanzausschuss setzt er sich vor allem für Steuergerechtigkeit ein. In diesem Kontext befürwortet er die Forderung der Wirtschaftsweisen, einen sogenannten Energie-Soli einzuführen.
Darüber hinaus unterstützt Hönel den Abbau klimaschädlicher Subventionen, um mehr Geld in Klimaschutzmaßnahmen investieren zu können.
Als stellvertretendes Mitglied im Ausschuss für Wahlprüfung, Immunität und Geschäftsordnung arbeitet Hönel an einer Novellierung des Lobbyregistergesetzes und setzt sich für stärkere Korruptionsbekämpfung ein, insbesondere durch die Verschärfung des Paragraphen 108e des Strafgesetzbuches. Er selbst legt als Zeichen für mehr Transparenz seine Einkünfte offen und veröffentlicht seine Gespräche mit Lobbyisten.
Er ist außerdem im Finanzausschuss Berichterstatter für die Umsatzsteuer sowie für Geldwäsche und setzt sich in dem Kontext gegen Umsatzsteuerbetrug und für eine stärkere Geldwäschebekämpfung ein.
Hönel setzt sich für eine Reform der Sozialsysteme ein, wie zum Beispiel des Rentensystems.
Im Kampf für mehr Steuergerechtigkeit ist ihm eine stärkere Besteuerung von Vermögen im Gegensatz zu Arbeit wichtig, um Menschen mit geringen Einkommen zu entlasten und Menschen mit sehr hohem Vermögen an der Finanzierung des Gemeinwesens stärker zu beteiligen. Konkret geht es ihm unter anderem um eine Schließung der Ausnahmen bei der Erbschaftssteuer.
Als Berichterstatter im Haushaltsausschuss für den Haushalt des Bundesministerium für Familie, Senioren, Frauen und Jugend setzt Hönel sich für eine Kindergrundsicherung ein, die Kinderarmut überwindet und möchte diese zur haushaltspolitischen Priorität machen.